# جرج فالسی
جرج فالسی (انگلیسی: George Folsey؛ ‏ ۲ ژوئیهٔ ۱۸۹۸ – ۱ نوامبر ۱۹۸۸) بود. وی بین سال‌های ۱۹۱۹ تا ۱۹۷۶ میلادی فعالیت می‌کرد.
از فیلم‌ها یا سریال‌های تلویزیونی که وی در آن‌ها نقش داشته‌است، می‌توان به فراری، گناه، زیبای آمریکایی، خوش‌اخلاق باش بانو، نامه، آبگیر بزرگ، بیسکوییت حیوانی، خنده، خانواده سلطنتی برادوی، تقلب، پزشکان، زیگفلد کبیر، مانکن، بیا با من زندگی کن، ریو ریتا، مردی به نام جو، صخره‌های سفید دوور، مرا در سنت لوئیس ملاقات کن، ساعت، سال‌های سبز، تا زمانی که ابرها کنار بروند، خیابان دلفین سبز، وضعیت کشور، گناهکار بزرگ، دنده آدام، خماری زیاد، زندگی خودش، مردی با ردا، اتاق مدیرعامل، تنسی چمپ، هفت عروس برای هفت برادر، سیاره ممنوعه، بالکن، استخوان و لبخند ستوان اشاره نمود.